# Pandiborellius percivali
Espèce
Synonymes
- Pandinus percivali Pocock, 1902
- Pandinurus janae Rossi, 2015

Pandiborellius percivali est une espèce de scorpions de la famille des Scorpionidae.

## Distribution
Cette espèce est endémique du Yémen. Elle se rencontre vers Al-Khaur et Wadi Zabid.

## Description
La femelle holotype mesure 98 mm.

## Systématique et taxinomie
Cette espèce a été décrite sous le protonyme Pandinus percivali par Pocock en 1902. Elle est placée dans le genre Pandinurus par Rossi en 2015 puis dans le genre Pandiborellius par Kovařík, Lowe, Soleglad et Plíšková en 2017.

## Étymologie
Cette espèce est nommée en l'honneur d'Arthur Blayney Percival.

## Publication originale
- Pocock, 1902 : « A contribution to the systematics of Scorpions. » Annals and Magazine of Natural History, sér. 7, vol. 10, p. 364-381 (texte intégral).